# Felix Baumgartner
Felix Baumgartner (Salzburg, 20 april 1969 – Porto Sant'Elpidio, 17 juli 2025) was een Oostenrijks skydiver en basejumper. 
In oktober 2012 bereidde hij zich voor op het project Red Bull Stratos, een nieuw record parachutespringen, waarbij hij een poging deed om de geluidsbarrière te doorbreken. Na vele malen uitstel deed hij uiteindelijk op 14 oktober 2012 boven Roswell, New Mexico, zijn recordpoging. Hij sprong hierbij van meer dan 39 km naar beneden, gemeten werd 39,045 km. In de vrije val die 4 minuten en 19 seconden duurde, behaalde hij als gevolg van de ijle lucht een recordsnelheid van 1357 km/u, of mach 1,25, en ging hij als eerste mens tijdens een sprong door de geluidsbarrière. Tien minuten na de sprong landde hij veilig op de grond. De reis omhoog duurde ruim 2,5 uur met een heliumballon van 230 m hoog. Ruim 8 miljoen mensen hebben zijn sprong rechtstreeks via YouTube bekeken.
24 oktober 2014 deed de Amerikaan Alan Eustace, hoewel minder ervaren, een parachutesprong van 41 km.
Baumgartner deed eerder extreme stunts, zoals door in 1999 van de Petronas Twin Towers in Kuala Lumpur te basejumpen en met een speciale vleugel over Het Kanaal te skydiven.
Na zijn sprong van 39 km kondigde Baumgartner aan te stoppen met zijn actieve loopbaan in jumping.
Baumgartner kreeg op 17 juli 2025 tijdens het paragliden in Italië een hartstilstand. Hij kwam neer in een zwembad, maar was al overleden. Hij werd 56 jaar oud.

## Records
- hoogste basejump van een gebouw, 509 m
- laagste basejump ooit, 29 m

Bij zijn sprong van 39 km:
- snelste parachutesprong tot dan toe, 1357km/u
- hoogste parachutesprong, 39 km
- hoogste bemande ballonvlucht, 39 km
- eerste man die zonder enige hulp van een aandrijving de geluidsbarrière heeft gebroken